# Johannes Hermann Sieveking
Johannes Hermann Sieveking (* 26. Januar 1827 in Hamburg; † 21. Juni 1884 ebenda) war ein deutscher Jurist, Diplomat und Hamburger Senatsekretär.

## Leben
Sieveking war Sohn des Hamburger Syndikus Karl Sieveking. Er promovierte 1851 in Jena. Am 4. Juli 1851 wurde er in Hamburg als Advokat zugelassen. 1852 wurde er zum Senatssekretär des Hamburger Senates berufen und amtierte als solcher bis 1880.
Am 31. Juli 1855 heiratete Sieveking Henriette Maria Elisabeth Merck (* 1. Februar 1835 in Hamburg; † 2. Oktober 1907 ebenda), Tochter des Kaufmanns Heinrich Johann Merck. Karl Sieveking (1863–1932), Georg Herman Sieveking (1867–1954) und Heinrich Sieveking (1871–1945) waren seine Söhne, Gerhart Sieveking, Heinz-Jürgen Sieveking (1912–1943), Kurt Sieveking und Adolf Johanssen seine Enkel.

## Quelle
- Hamburger Geschlechterbuch Band 4, Deutsches Geschlechterbuch Band 23, Jhrg. 1913, S. 314f